# Pabeco (filho de Uisper)
Pabeco (em latim: Pabecus; em grego: Πάβεκος; romaniz.: Pábekos) ou Papaco (em latim: Papacus; em grego: Παπάκος; romaniz.: Papákos; em persa médio: Pābag; em parta: Pābag) foi um dignitário persa do século III, ativo no reinado do xá Sapor I (r. 240–270).

## Nome
Pabeco (Pabecus; Πάβεκος, Pábekos), Papaco (Papacus; Πάπαχος / Πάπακος, Pápachos / Pápakos) ou Pambeco (Pambecus; Παμβεκῷς, Pambekos) são as formas latinas e gregas do persa médio e parta Pabague ou Pabaque (𐭯𐭠𐭯𐭪𐭩, Pābag / Pābak), que derivaram do iraniano antigo Papaca (*Pāpa-ka-; de *pāpa-, "pai", e o sufixo hipocorístico *-ka-). Foi registrado em armênio como Papaque (Պապաք, Papakʼ) e persa novo como Babaque (بابک, Bābak).

## Vida
Pabeco é conhecido apenas a partir da inscrição Feitos do Divino Sapor, produzida no reinado do xainxá Sapor I (r. 240–270), na qual está classificado na trigésima terceira posição dentre os 67 dignitários cortesãos. A inscrição o chama de "filho de Uisper" (em persa médio: ī Wisfarr(a)gān; em parta: Pābag Wisfarr(a)gān; em grego clássico: Ουισπερηγαν; romaniz.: Ouisperegan). É possível que fosse irmão de Pazer, que esteve ativo no reinado de Artaxer I (r. 224–242) e cujo pai também se chamava Uisper.